# Fernando Picun
Fernando Álvaro Picún de León (Montevideo, 14. veljače 1972.), umirovljeni urugvajski nogometaš, koji je igrao na poziciji na braniča. Nastupao je i za Urugvajsku nogometnu reprezentaciju u razdoblju od 1996. do 1999.

## Karijera
Picún je karijeru započeo 1993. godine kada je igrao za Club Atlético River Plate iz Montevidea. Početkom 1997. odlazi u nizozemski Feyenoord. Nakon toga odlazi u urugvajski Defensor Sporting. Sezonu 2009./2010. proveo je u japanskom klubu Urawa Red Diamonds. Godine 2001. je završio svoju karijeru u urugvajskom klubu Danubio F.C.

### Statistika
| Urugvajska reprezentacija | Urugvajska reprezentacija | Urugvajska reprezentacija |
| Godina                    | Nastupi                   | Golovi                    |
| ------------------------- | ------------------------- | ------------------------- |
| 1996.                     | 2                         | 0                         |
| 1997.                     | 0                         | 0                         |
| 1998.                     | 0                         | 0                         |
| 1999.                     | 7                         | 0                         |
| Ukupno                    | 9                         | 0                         |

## Vanjske poveznice
- Profil na stranici National Football Teams (engl.)